# Sola Ruinkirke
Sola Ruinkirke, også omtalt som Sola gamle kirke, ligger i Sola kommune i Rogaland fylke i Norge. Den blev bygget omkring 1150 i sten, og var i brug frem til 1842, da den begyndte at forfalde.
Kunstmaleren Johan Bennetter købte kirkeruinen i 1871, og byggede den om til privatbolig med atelier. I 1907 flyttede familien Bennetter ud i et nyt hus, som blev bygget i haven. Kælderen fra dette hus er bevaret som et krater sydvest for kirkeruinen. Efter okkupationen i 1940 nedrev tyskerne ruinen, men bygningsresterne blev liggende i en stor stenbunke, med markeringer på hver sten, om hvor de havde stået.
I 1982 begyndte Riksantikvaren i samarbejde med Sola kommune et oprydnings- og restaureringsarbejde. Dette blev afsluttet med en arkæologisk udgravingd af kirkeruinen i 1986. Arbejdet med at restaurere kirken blev fuldført i perioden fra 1992 til 1995 under ledels af arkitekt Louis Kloster.

## Erling Skjalgssons kirke?
Det er muligt, at der her har ligget en tidligere stavkirke af træ, som var bygget af Erling Skjalgsson i tilknytning til hans gård på «Kirke-Sola». Placeringen af kirken midt på Sola med udsigt mod Solastranden, havet, Rott og mod Hafrsfjord gør dette til et naturlig sted at have en hovedgård. I dag står der en stor bautasten som mindesmærke for Erling Skjalgsson udenfor ruinkirken.
Kirken ejes nu af Sola kommune og bruges til vielser og koncerter.

## Eksterne kilder og henvisninger
- Wikimedia Commons har flere filer relateret til Sola Ruinkirke
- Sola Ruinkirke på Riksantikvarens hjemmeside kulturminnesok.no
- Fornminner.no Arkiveret 12. august 2007 hos  Wayback Machine
- Dis Norge
- Om Sola ruinkirke på Sola kommunes netsted (Webside ikke længere tilgængelig)
- Billeder fra 1913 af ruinerne, på Nasjonalbibliotekets netsted

58°53′28″N 5°36′41″Ø / 58.89098°N 5.61129°Ø